# Once Upon a Time in Wonderland
Pour les articles homonymes, voir Once Upon a Time (homonymie).
Ne doit pas être confondu avec Once Upon a Time, la série originale
Once Upon a Time in Wonderland est une série télévisée fantastique et dramatique américaine en treize épisodes de 42 minutes créée par Edward Kitsis et Adam Horowitz, avec les producteurs Zack Estrin (en) et Jane Espenson ainsi que la société de production ABC Studios, diffusée entre le 10 octobre 2013 et le 3 avril 2014 sur le réseau ABC et en simultané à l'automne sur Citytv au Canada. Il s'agit d'une série dérivée de Once Upon a Time.
En France, la série est inédite à la télévision mais elle était disponible en vidéo à la demande en version originale sous-titrée sur diverses plateformes dont Canalplay et Canalsat à la demande avec le Pass séries d'août 2014 à février 2015 puis à l'achat sur iTunes. Disponible sur Disney+ en France à partir du 20 novembre 2020. En Belgique, elle a été diffusée à partir du 10 juillet 2015 sur Be Séries, aussi en version originale. Néanmoins, elle reste inédite dans les autres pays francophones.

## Synopsis
Dans la ville de Londres à l'époque victorienne, Alice délire avec des histoires sur un monde imaginaire. Elle est internée jusqu'au moment où Will Scarlet, dit le Valet de cœur, et le Lapin blanc viennent pour l'amener au Pays des Merveilles, où ils devront affronter Jafar et la Reine Rouge.

## Distribution

### Acteurs principaux
- Sophie Lowe (VF : Maïa Liaudois) : Alice
- Peter Gadiot (VF : Gwendal Anglade) : Cyrus, le génie
- Michael Socha (VF : Stéphane Pouplard) : Will Scarlet, le Valet de cœur
- Emma Rigby (VF : Olivia Luccioni) : Anastasia, la Reine rouge
- Naveen Andrews (VF : Marc Saez) : Jafar
- John Lithgow (VF : Jean-Pierre Leroux) : Percy, le Lapin blanc (voix)

### Acteurs récurrents
- Millie Bobby Brown (VF : Lévanah Solomon) : Alice, jeune
- Shaun Smyth (VF : Bernard Bollet) : Edwin, le père d'Alice
- Jonny Coyne : Dr Lydgate
- Iggy Pop (VF : Frédéric Souterelle) : Absolem la Chenille (voix)
- Matty Finochio : Tweedledee
- Ben Cotton : Tweedledum
- Brian George : le vieux prisonnier, Sultan d'Agrabah
- Anthony Keyvan : Jafar jeune
- Lauren McKnight (en) (VF : Céline-Legendre-Herda) : Elisabeth alias « le Lézard »
- Heather Doerksen (VF : Claire Morin) : Sarah, la belle-mère d'Alice
- Peta Sergeant (VF : Gaëlle Savary) : le Jabberwocky

### Invités
- Lee Arenberg (VF : Enrique Carballido) : Leroy / Rêveur / Grincheux
- Keith David : le Chat du Cheshire (voix)
- Michael Atonakanos : Farzin Shamet, marchand à Agrabah
- Jordana Largy : la fée Ondine
- Sean Maguire : Robin des Bois
- Jason Burkart : Petit Jean
- Steve Bacic (VF : Loïc Houdré) : Grendel, le semi-homme
- Kristin Bauer : Maléfique (Dominique Vallée)
- Zuleikha Robinson (VF : Barbara Delsol) : Amara, maîtresse de Jafar
- Sarah-Jane Redmond : la mère d'Anastasia
- Garwin Sanford (VF : Jérôme Keen) : le Roi Rouge
- Kylie Rogers : Millie, la demi-sœur d'Alice
- John Prowse (VF : Grégory Quidel) : le charpentier
- Amir Arison (VF : Laurent Larcher) : le Sultan jeune
- Whoopi Goldberg : Mme Lapin (voix)
- Barbara Hershey (VF : Blanche Ravalec) : Cora Mills, La Reine de cœur

 Source et légende : version française (VF) sur RS Doublage

## Production

### Concept
Se déroulant dans la chronologie narrative de la série télévisée Once Upon a Time et développant le monde du Pays des Merveilles apparu dans celle-ci, Once Upon a Time in Wonderland est principalement basé sur l'univers créé par Lewis Caroll dans ses célèbres romans Les Aventures d'Alice au pays des merveilles et sa suite De l'autre côté du miroir, en y incluant quelques éléments et personnages du conte Aladin ou la Lampe merveilleuse du recueil Les Mille et Une Nuits, notamment par l'intermédiaire de l'antagoniste principal Jafar.
Comme la série principale, il est question de mélanger des figures et personnages issus du folklore, de mythologies et d'œuvres littéraires célèbres et de les faire interagir entre eux : ainsi sont également présents épisodiquement Robin des Bois et les Joyeux Compagnons, Grendel de l'épopée Beowulf, M. Darcy de Orgueil et Préjugés, la divinité grecque Nyx, etc. Toujours dans le même principe que Once Upon a Time, on y trouve du contenu issu des franchises Disney ainsi que des références à la série Lost : Les Disparus sur laquelle avaient déjà travaillés Edward Kitsis et Adam Horowitz en tant que scénaristes.

### Développement
Le projet de Kitsis et Horowitz, avec les producteurs Zack Estrin et Jane Espenson, a été présenté à ABC et ABC Studios le 19 mars 2013.
Le 10 mai 2013, ABC commande treize épisodes à la série puis a annoncé quatre jours plus tard sa case horaire du jeudi à 20 h.
Le 28 juin 2013, ABC a commandé un nombre non-spécifié d'épisodes additionnels (entre 13 et 22), laissant de la flexibilité aux producteurs pour terminer les histoires sans avoir recours à des épisodes de remplissage. Au cas où la série aurait été renouvelée pour une deuxième saison, une autre histoire complètement différente aurait été produite mais la majorité de la distribution serait conservée. La série sera finalement composée de treize épisodes mais prendra une pause hivernale.
Le 28 mars 2014, après la diffusion de l'avant-dernier épisode, ABC a annulé la série en raison des audiences décevantes.

### Casting
Le 28 mars 2013, les rôles principaux ont été attribués à Sophie Lowe, Peter Gadiot, Michael Socha et Emma Rigby.
L'univers d’Alice au Pays des Merveilles est déjà apparu dans Once Upon a Time, ainsi plusieurs acteurs reprennent leurs rôles le temps d'un épisode comme Sean Maguire, l'interprète Robin des Bois, ou Barbara Hershey, l'interprète de Cora / la Reine de cœur,.
Initialement, le doublage du Lapin blanc devait être assuré par Paul Reubens mais c'est finalement John Lithgow qui en sera l'interprète.
En juillet 2013, l'acteur Naveen Andrews a obtenu un rôle principal dans la série.
En septembre 2013, Keith David décroche un rôle de voix off alors que Roger Daltrey reprend son rôle de voix off de la série originale, mais Roger n'étant pas disponible, il est remplacé par Iggy Pop. En octobre 2013, des rôles récurrents ont été attribués à Zuleikha Robinson, Whoopi Goldberg et Peta Sergeant.
Une fois la série annulée, Michael Socha conserve malgré tout son rôle de Will Scarlet dans la quatrième saison de Once Upon a Time en intégrant la distribution principale. Jonny Coyne reprendra quant à lui son rôle du Dr Lydgate dans le quatrième épisode de la sixième saison (où il est révélé que le personnage est tiré du roman Mary Reilly).

### Tournage
La série est tournée à Vancouver, en Colombie-Britannique, au Canada.

### Fiche technique
- Titre original : Once Upon a Time in Wonderland
- Création : Edward Kitsis et Adam Horowitz
- Réalisation : Ralph Hemecker
- Scénario : Edward Kitsis et Adam Horowitz
- Montage : Geofrey Hildrew
- Musique : Jason La Rocca
- Casting : Veronica Collins
- Production : Jane Espenson et Zack Estrin
  - Production exécutive : Adam Horowitz, Edward Kitsis, Steve Pearlman, Anthony E. Zuiker
- Sociétés de production : ABC Studios et ABC Television Network
- Sociétés de distribution : ABC
- Pays d'origine :  États-Unis
- Langue originale : anglais britannique[26]
- Format : couleur - 35 mm - 1,78:1
- Genre : fantastique, dramatique
- Durée : 42 minutes

 Sauf indication contraire, les informations mentionnées dans cette section peuvent être confirmées par la base de données cinématographiques IMDb,  présente dans la section « Liens externes ».

## Épisodes
Note : Lors de la première diffusion de la série en Belgique, les titres de certains épisodes étaient différents de ceux utilisés sur Disney+. Ceux utilisés par le service sont indiqués en second.
1. Le Terrier du Lapin / Le Lapin Blanc (Down the Rabbit Hole)
2. La Confiance / Confiance (Trust Me)
3. Ne m'oublie pas / Voleurs (Forget Me Not)
4. Le Serpent (The Serpent)
5. Cœur de pierre (Heart of Stone)
6. Qui est Alice ? (Who's Alice)
7. Sang mauvais / Les Liens du sang (Bad Blood)
8. La Racine du mal / Les Terres du Néant (Home)
9. Le Règne de la Peur (Nothing to Fear)
10. Secrets de famille (Dirty Little Secrets)
11. Le Cœur du sujet (Heart of the Matter)
12. L'Union fait la force (To Catch a Thief)
13. Tout est bien qui finit bien / Jusqu'à la fin des temps (And They Lived…)

## Accueil

### Audiences

#### Aux États-Unis
Le pilote a attiré 5,82 millions de téléspectateurs dépassant Parks and Recreation sur NBC et Vampire Diaries sur The CW. Le deuxième épisode n'a attiré que 4,53 millions de téléspectateurs, dépassé par tous les réseaux dans la tranche des 18 à 49 ans. Les audiences se stabilisent à partir du 4e épisode de la série, The Serpent autour des 3,5 millions de téléspectateurs, ce qui est nettement insuffisant pour le réseau. En effet, la série ne parvient en moyenne qu'à fédérer moins de 1 % de la cible des 18–49 ans et restait donc dans l'attente d'une probable annulation par ABC ce qui a été confirmé le 28 mars 2014, après la diffusion de l'avant-dernier épisode.